# Blatnik pri Črnomlju
Blátnik pri Črnómlju je naselje v Sloveniji.

## Geografija
Povprečna nadmorska višina naselja je 150 m.
Pomembnejša bližnja naselja so: Kanižarica (0,5 km), Dobliče (2 km), in Črnomelj (2 km).
Naselje sestavljajo zaselki: Stari Blatnik in Novi Blatnik.

## Demografija
| Pregled števila prebivalstva po letih | Pregled števila prebivalstva po letih | Pregled števila prebivalstva po letih | Pregled števila prebivalstva po letih | Pregled števila prebivalstva po letih | Pregled števila prebivalstva po letih | Pregled števila prebivalstva po letih | Pregled števila prebivalstva po letih | Pregled števila prebivalstva po letih | Pregled števila prebivalstva po letih | Pregled števila prebivalstva po letih | Pregled števila prebivalstva po letih | Pregled števila prebivalstva po letih | Pregled števila prebivalstva po letih |
| ------------------------------------- | ------------------------------------- | ------------------------------------- | ------------------------------------- | ------------------------------------- | ------------------------------------- | ------------------------------------- | ------------------------------------- | ------------------------------------- | ------------------------------------- | ------------------------------------- | ------------------------------------- | ------------------------------------- | ------------------------------------- |
| 1869                                  | 1880                                  | 1890                                  | 1900                                  | 1910                                  | 1931                                  | 1948                                  | 1953                                  | 1961                                  | 1966                                  | 1971                                  | 1981                                  | 1991                                  | 2002                                  |
| /                                     | /                                     | /                                     | /                                     | /                                     | /                                     | 39                                    | 38                                    | 59                                    | 70                                    | 64                                    | 120                                   | 140                                   | 148                                   |

Etnična sestava 1991:
- Slovenci: 130 (92,9 %)
- Muslimani: 4 (2,9 %)
- Hrvati: 2 (1,4 %)
- Neznano: 4 (2,9 %)